# Mister Fiftyfifty
Mister Fiftyfifty is het dertigste stripalbum uit de stripreeks Jeremiah. Het album is geschreven en getekend door Hermann Huppen. Van dit album verschenen tot nu toe een druk, bij uitgeverij Dupuis in de collectie Spotlight, in 2011.

## Inhoud
In deze aflevering ontvangt Kurdy gecodeerde instructies van een vriend om verborgen diamanten te zoeken in een stad die deels onder water is gelegen. Hij en Jeremiah proberen deze diamanten te vinden. Helaas hebben ze geen vermoeden dat anderen dit verhaal ook hoorden en hun heimelijk achtervolgen. In de verlaten stad leven vreemden wezens. 